# Jeanne Samuel
Pour les articles homonymes, voir Samuel (homonymie).
Jeanne Samuel, née le 30 avril 1885 à Bruxelles, et morte le 26 mars 1928, est une violoniste, compositrice et pédagogue belge.

## Éléments biographiques
Jeanne Samuel est la sœur du violoncelliste et compositeur belge Léopold Samuel (1883-1975), Prix de Rome en 1911 et élève d'Edgard Tinel. Elle est la fille d’Édouard Samuel (1847-1926), professeur d'harmonie pratique au Conservatoire de Bruxelles.
La fiche d'étudiante de Jeanne Samuel au Conservatoire de Bruxelles mentionne son entrée dans l'établissement en 1901, son 1er prix de solfège en 1902, son 1er accessit de violon en 1903. Elle suit les cours d’harmonie écrite avec Gustave Huberti et d’harmonie pratique avec son père Édouard Samuel.
En 1904, elle remporte le premier prix de violon dans la classe d'Alexandre Cornélis (1848-1917). Par la suite, elle devient professeure à l'Académie d'Etterbeek, aujourd'hui renommée Académie Jean Absil, et se produit régulièrement en concert. Dès 1906, elle est accompagnée par son frère Léopold ainsi que par sa sœur pianiste Marjorie. Tous trois interprètent un répertoire varié comprenant notamment Jean-Sébastien Bach, Joseph Haydn, Felix Mendelssohn, Henry Vieuxtemps ou encore Max Bruch.  
Parallèlement à sa carrière d'instrumentiste, Jeanne Samuel s'adonne également à la composition. Elle compose notamment un Poème pour violon et piano dédié à Eugène Ysaÿe, de même que des mélodies, et ce déjà avant la Première Guerre mondiale. Le manuscrit autographe de son Poème est conservé dans le fonds Eugène Ysaÿe de la section de la musique de la Bibliothèque royale de Belgique. La compositrice est au violon pour créer son œuvre fin avril 1919, étant accompagnée au piano par Mme Moenaert-Coryn. 
Veuve de Roger Mahillon, Jeanne Samuel meurt le 26 mars 1928 à l'âge de 43 ans.